# Hallevannet
Hallevannet, est un petit lac de Norvège avec une superficie de 3,72 km2.
Il se situe dans la municipalité de Larvik dans le comté de Vestfold. Il se trouve à environ 48 mètres d'altitude.